# Duff Gibson
Duff Gibson (Vaughan, 11 de agosto de 1966) es un deportista canadiense que compitió en skeleton. 
Participó en los Juegos Olímpicos de Turín 2006, obteniendo la medalla de oro en la prueba masculina individual. Ganó dos medallas en el Campeonato Mundial de Skeleton, oro en 2004 y bronce en 2005.

## Palmarés internacional
| Juegos Olímpicos   | Juegos Olímpicos     | Juegos Olímpicos  | Juegos Olímpicos |
| Año                | Lugar                | Medalla           | Prueba           |
| ------------------ | -------------------- | ----------------- | ---------------- |
| 2006               | Turín (Italia)       | Medalla de oro    | Individual       |
| Campeonato Mundial |                      |                   |                  |
| Año                | Lugar                | Medalla           | Prueba           |
| 2004               | Königssee (Alemania) | Medalla de oro    | Individual       |
| 2005               | Calgary (Canadá)     | Medalla de bronce | Individual       |